# Zakłady Przemysłu Cukierniczego „Bałtyk”

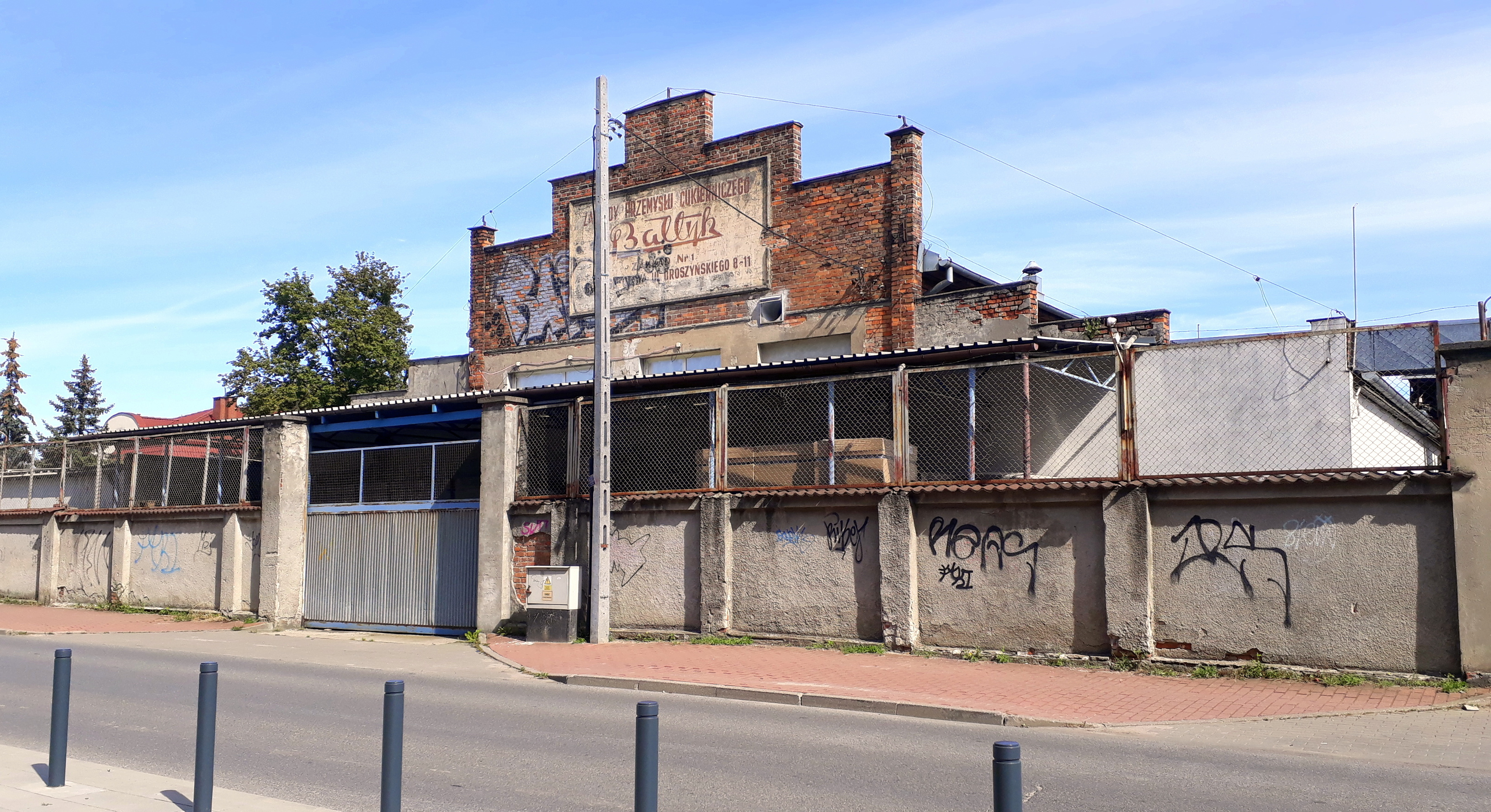
ZPC Bałtyk w Gdańsku

Zakłady Przemysłu Cukierniczego „Bałtyk” Sp. z o.o. – przedsiębiorstwo przemysłu spożywczego z siedzibą w Gdańsku.

## Opis
Przedsiębiorstwa powstało w 1923 w Wolnym Mieście Gdańsku, kiedy to utworzono trzy spółki „Anglas”, „Baltic” i „Kosma” wytwarzające słodycze. Zakłady te zostały upaństwowione w 1951 roku i weszły w skład Zakładów Przemysłu Cukierniczego „Bałtyk”.
W 1995 właścicielem przedsiębiorstwa został fiński koncern Fazer i zmieniło ono nazwę na Fazer Polska. W 2005 Finowie sprzedali dawny „Bałtyk” polskiej spółce Bomilla.
W skład przedsiębiorstwa wchodzą trzy zakłady produkcyjne: w Gdańsku (produkcja wyrobów czekoladowych) oraz dwa we Włocławku (wyroby drażerowane i karmelki). 